# Pablo Alborno
Pablo Alborno Alfaro (Asunción, 7 de junio de 1875-San Lorenzo, 11 de enero de 1958) fue un pintor, etnógrafo y docente paraguayo de ascendencia italiana, considerado como uno de los principales retratistas y paisajistas de la historia pictórica paraguaya.

## Biografía

### Infancia y formación
Nació en Asunción el 7 de junio de 1875, hijo del italiano Santiago Alborno y de la paraguaya Asunción Alfaro. Contrajo matrimonio con María Elisa Weyer, con quien tuvo cinco hijos. Estudió en la Escuela de Artes y Oficios de Montevideo, Uruguay, y tomó clases particulares de violín. De regreso al Paraguay, asistió a clases de pintura con el artista italiano Guido Boggiani.
Durante esta etapa temprana realizó retratos de figuras como el presidente Juan Antonio Escurra y el diplomático Benjamín Aceval, además de paisajes de la bahía de Asunción y del barrio de la Chacarita.
En 1903, obtuvo una beca para continuar sus estudios en Europa. Ingresó en la Real Academia de Roma, y posteriormente continuó en Florencia y Venecia. En ese periodo produjo numerosas obras, incluidas recreaciones de piezas del Renacimiento de autores como Tiziano y Tintoretto.

### Carrera artística y docente

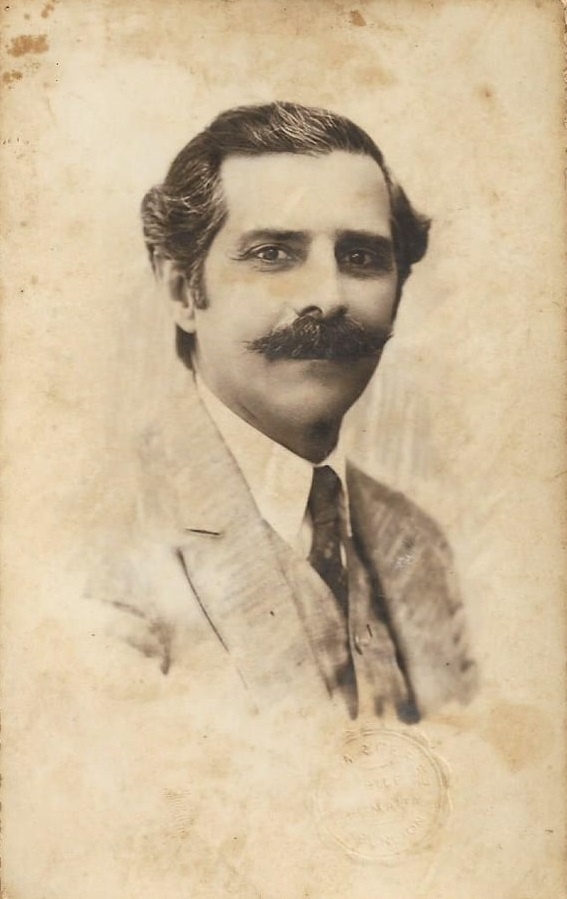
Pablo Alborno, en su faceta de maestro

A fines de 1908 regresó al Paraguay y participó, junto a sus compañeros becados, en la exposición colectiva «Pensionados de Europa». En 1909, fundó junto a Juan A. Samudio la Academia de Bellas Artes, donde se desempeñó como director y docente.
En 1910 representó al país en la Exposición Internacional del Centenario de la Independencia Argentina, donde su obra «Partida a las cartas» obtuvo diploma de honor y medalla de plata. Fue distinguido como miembro honorario del Centro Americanista de Intelectuales de Sudamérica.
Con motivo del centenario de la independencia paraguaya, por iniciativa de Manuel Domínguez, Juan E. O’Leary y Arsenio López Decoud, se le encomendó la producción de la serie iconográfica «Próceres de Mayo]», basada en estudios históricos. Representó así a figuras como Pedro Juan Caballero, Vicente Ignacio Iturbe, Fulgencio Yegros, José Tomás Yegros, Mauricio José Troche y José Gaspar Rodríguez de Francia. Las obras fueron aprobadas por cinco comisiones designadas por el gobierno y exhibidas al público el 14 de mayo de 1911.
También retrató a varios protagonistas de la guerra de la Triple Alianza.

### Labor investigadora
Además de su carrera artística, Alborno desarrolló una faceta investigadora vinculada a la historia y la antropología. Publicó estudios sobre el origen de las etnias tupí-guaraníes y su lengua, destacando semejanzas con la lengua egipcia, acompañados de ilustraciones detalladas. También abordó el arte colonial hispano-guaraní y el arte jesuítico en las misiones. Participó activamente en la fundación del Museo Arqueológico y Etnográfico, así como de la Sociedad Científica del Paraguay.

## Obras
Algunas de obras:
- «Paisajes»
- «Cabeza de viejo»
- «Tejedora de ñandutí»
- «Las galoperas»
- «Fernando Centurión»
- «La Virgen de Caacupé»

## Fallecimiento
Falleció el 11 de enero de 1958, a los 84 años, en su quinta de San Lorenzo, a causa de problemas cardíacos. Sus restos fueron sepultados en el Cementerio de la Recoleta de Asunción.